# Ондорне
Ондорне (фр. Andornay) насеље је и општина у источној Француској у региону Франш-Конте, у департману Горња Саона која припада префектури Лир.
По подацима из 2011. године у општини је живело 209 становника, а густина насељености је износила 141,22 становника/km². Општина се простире на површини од 1,48 km². Налази се на средњој надморској висини од 327 метара (максималној 329 m, а минималној 299 m).

## Демографија
| 1962. | 1968. | 1975. | 1982. | 1990. | 1999. | 2011. |
| ----- | ----- | ----- | ----- | ----- | ----- | ----- |
| 105   | 110   | 91    | 110   | 103   | 148   | 209   |

График промене броја становника у току последњих година